# Lista över lågprisflygbolag
Det här är en lista över lågprisflygbolag ordnad efter bolagens hemland. Lågprisflygbolag är en benämning på flygbolag som erbjuder ett lågpriskoncept. Det normala är att det bara finns en passagerarklass och att inga måltider ingår i biljettpriset. För mer information se lågprisflygbolag.

## Afrika

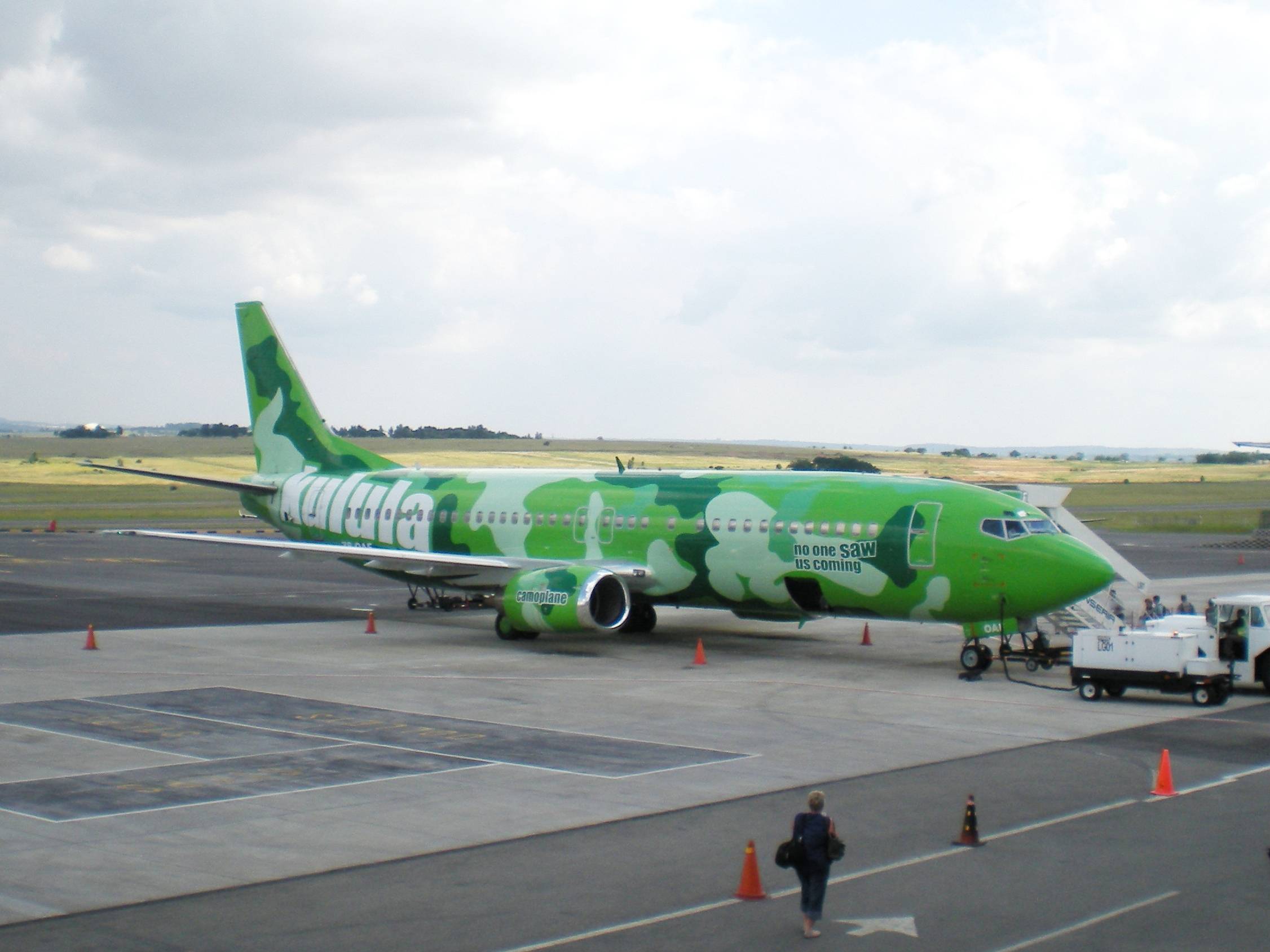
En Boeing 737 från Kulula.com.

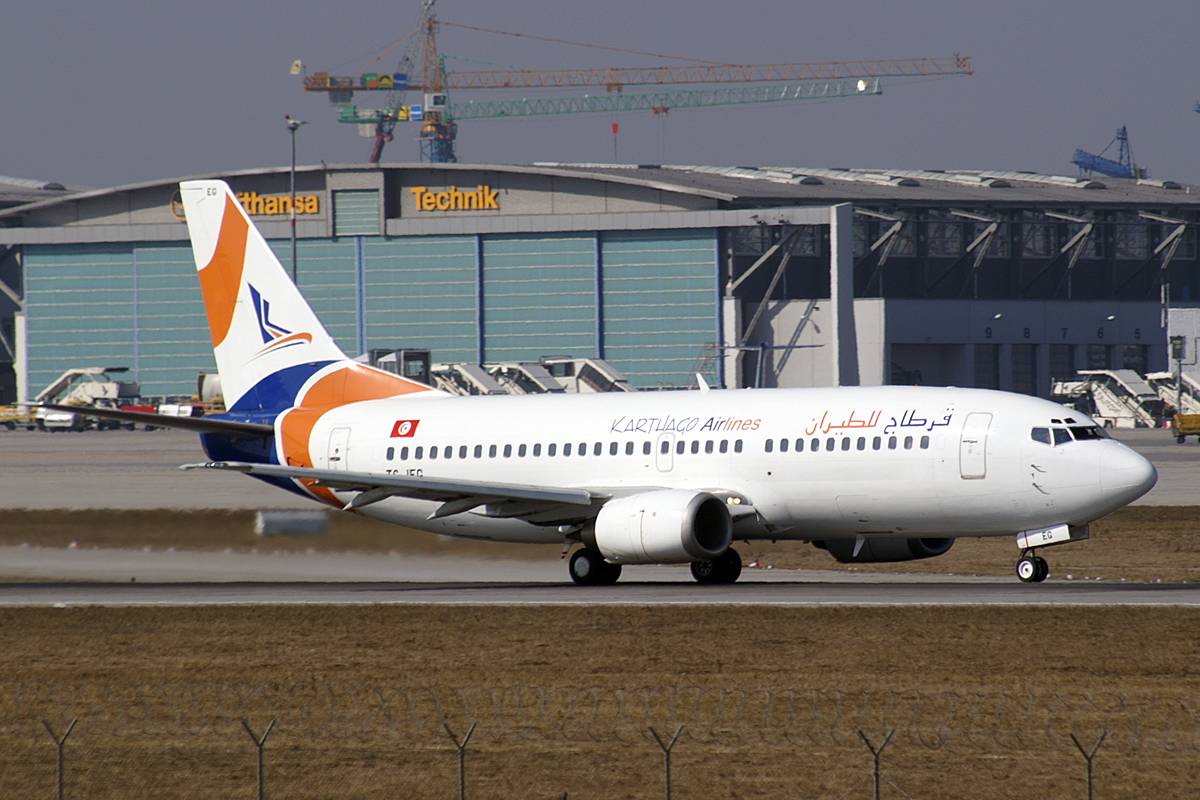
En Boeing 737-300 från Karthago Airlines.

Algeriet
- Star Aviation

 Kenya
- Fly540

 Marocko
- Jet4you
- Atlas Blue
- Air Arabia Maroc

 Nigeria
- IRS Airlines
- Bellview Airline
- Sosoliso Airline

 Sydafrika
- Kulula.com
- 1Time
- Mango

 Tunisien
- Karthago Airlines

## Amerika

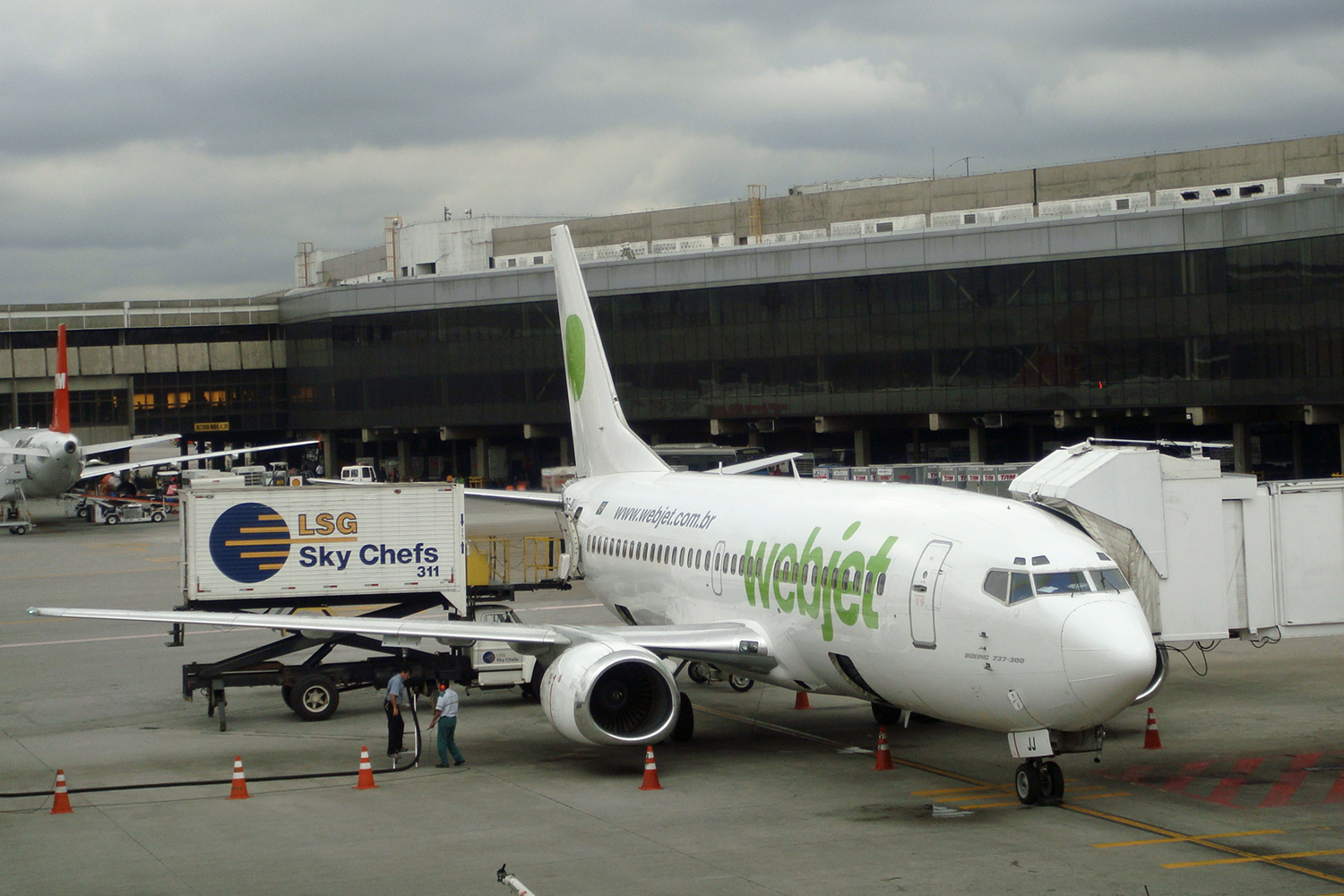
En Boeing 737-300 från WebJet Linhas Aéreas.

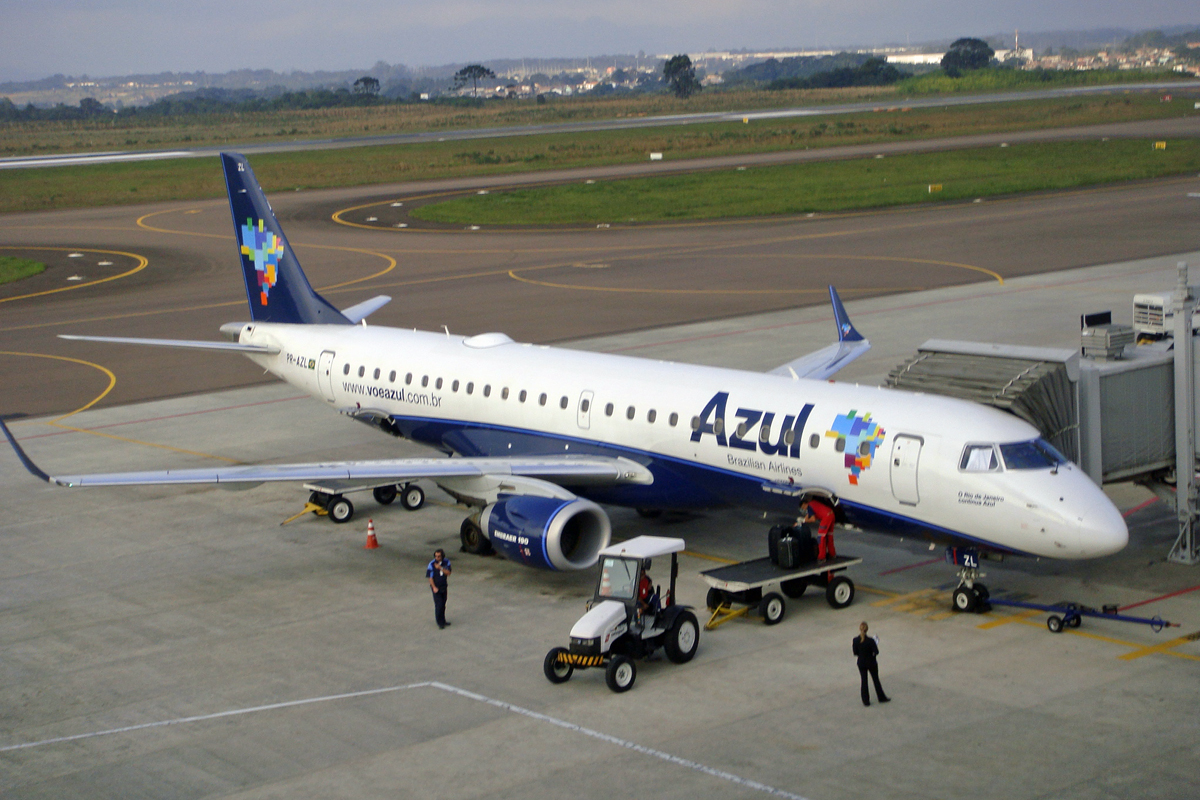
En Embraer 190 från Azul Brazilian Airlines.

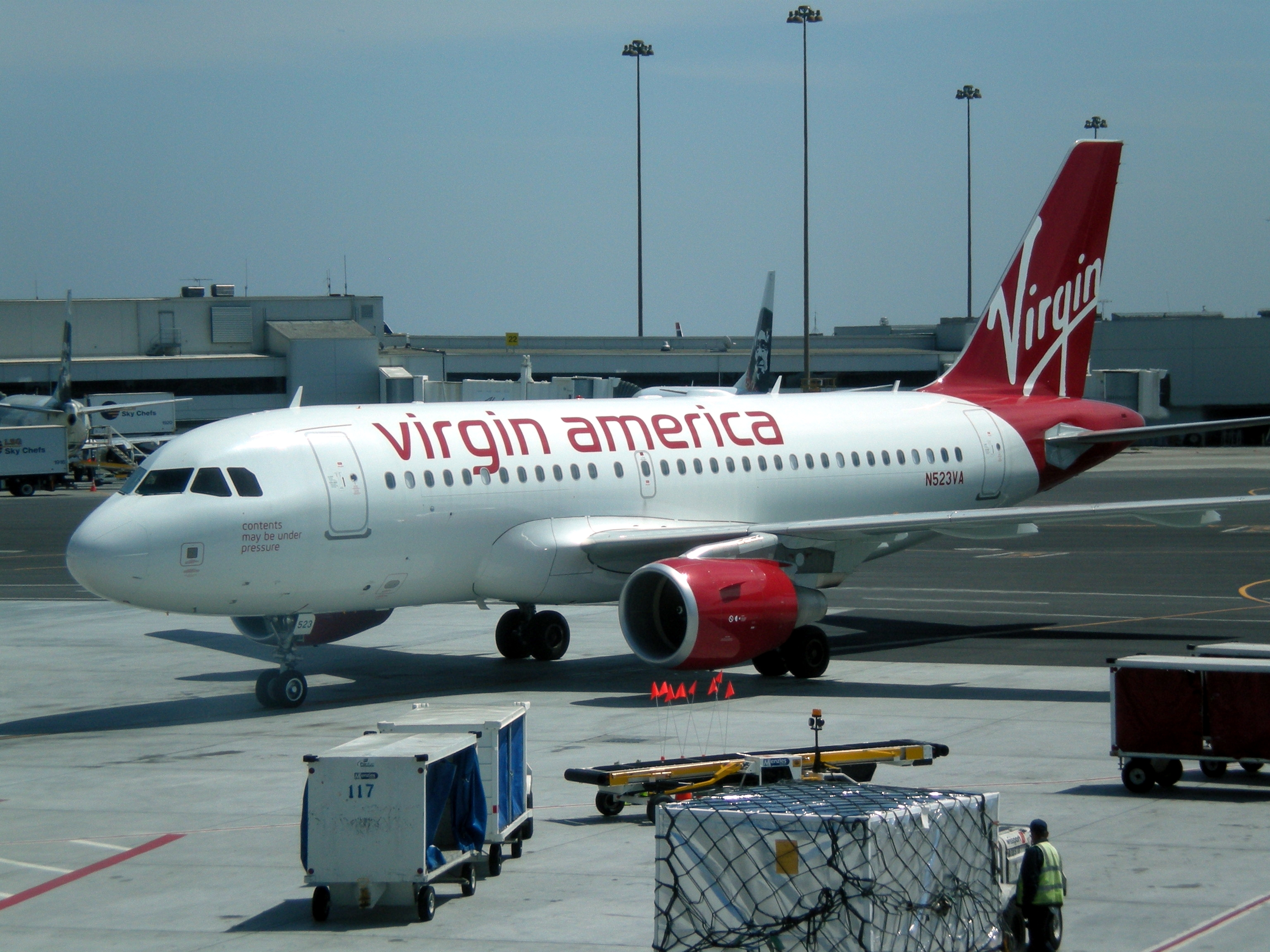
En Airbus A319 från Virgin America.

Brasilien
- Azul
- Gol Airlines
- OceanAir
- WebJet Linhas Aéreas

 Kanada
- WestJet
- CanJet
- Air Transat

 Colombia
- EasyFly

 Mexiko
- Interjet
- Viva Aerobus
- Volaris

 USA
- AirTran Airways
- Allegiant Air
- Frontier Airlines
- Horizon Air
- JetBlue Airways
- Southwest Airlines
- Spirit Airlines
- Sun Country Airlines
- Virgin America
- USA3000 Airlines

## Asien
Bangladesh
- GMG Airlines
- Royal Bengal Airline
- Best Air

 Kina
- Spring Airlines
- Lucky Air

 Hongkong
- Hong Kong Airlines
- Hong Kong Express

 Macao
- Viva Macau

 Indien
- Air-India Express
- JetLite
- Kingfisher Red
- Spicejet
- Goair
- IndiGo

 Indonesien
- Indonesia AirAsia
- Lion Air
- Mandala Airlines
- Batavia Air

 Japan
- JAL Express
- Skymark Airlines

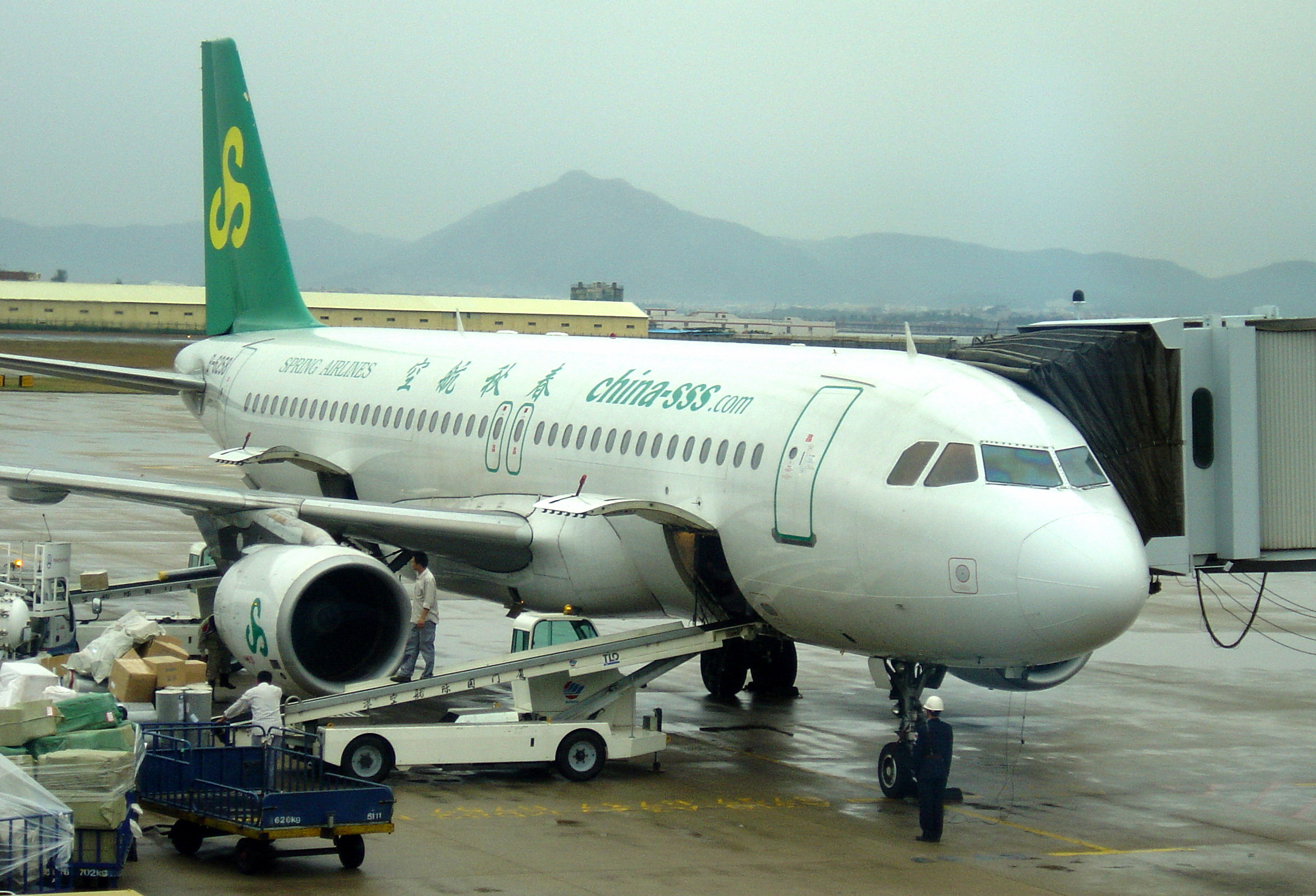
En Airbus A320 från Spring Airlines.

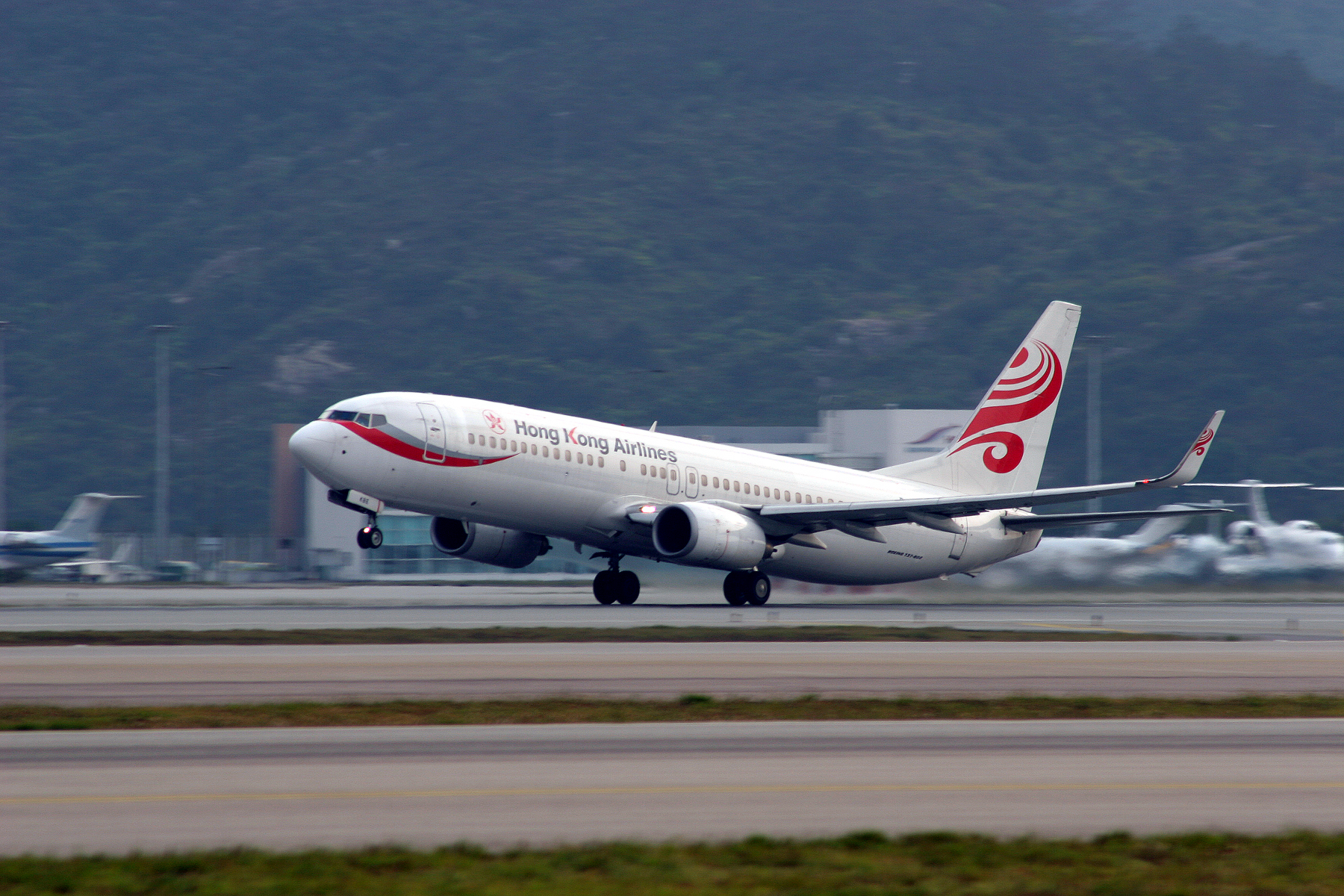
En Boeing 737-800 från Hong Kong Airlines.

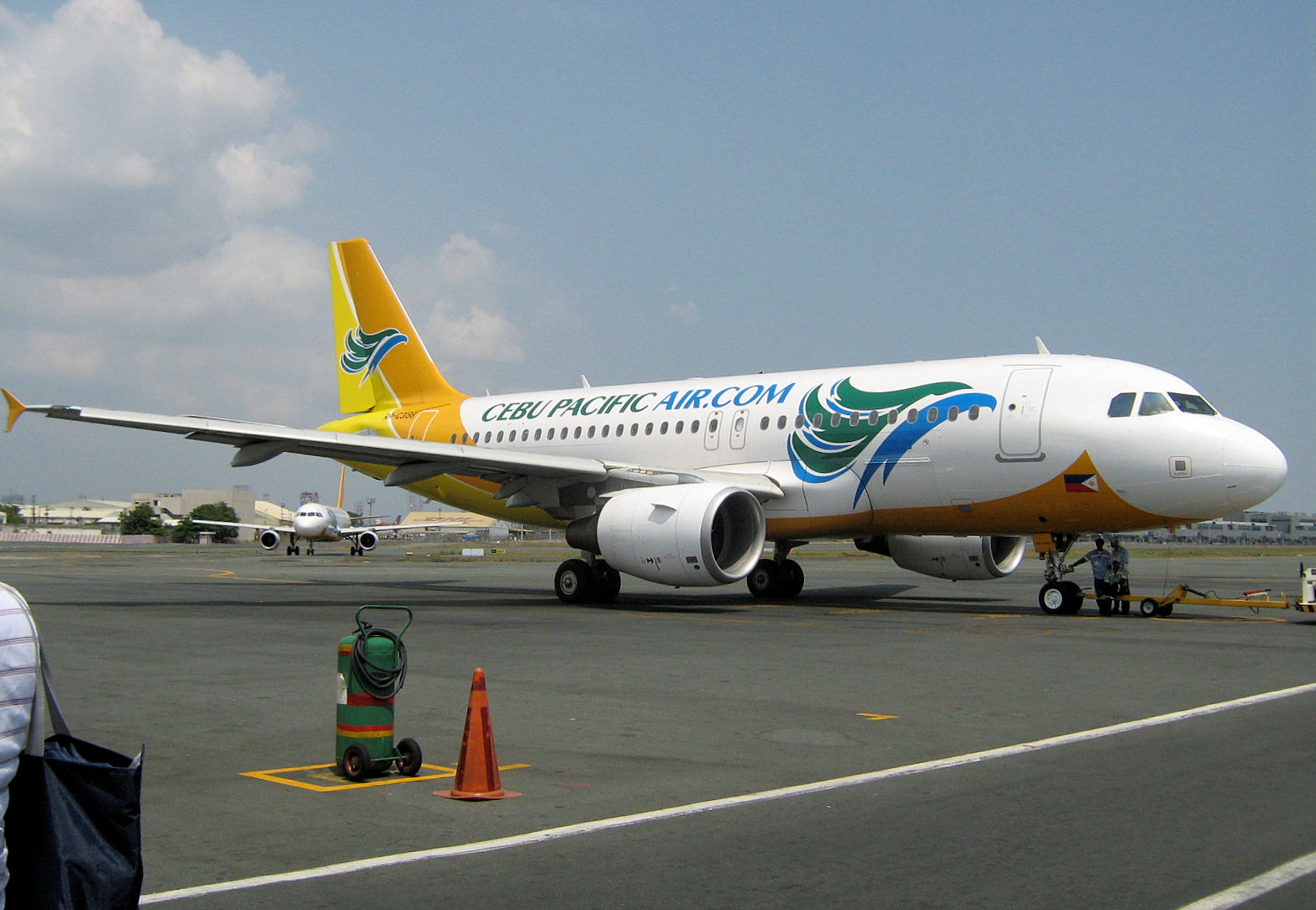
En Airbus A319 från Cebu Pacific.

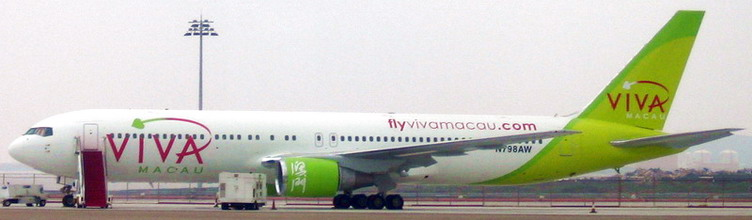
En Boeing 767 från Viva Macau.

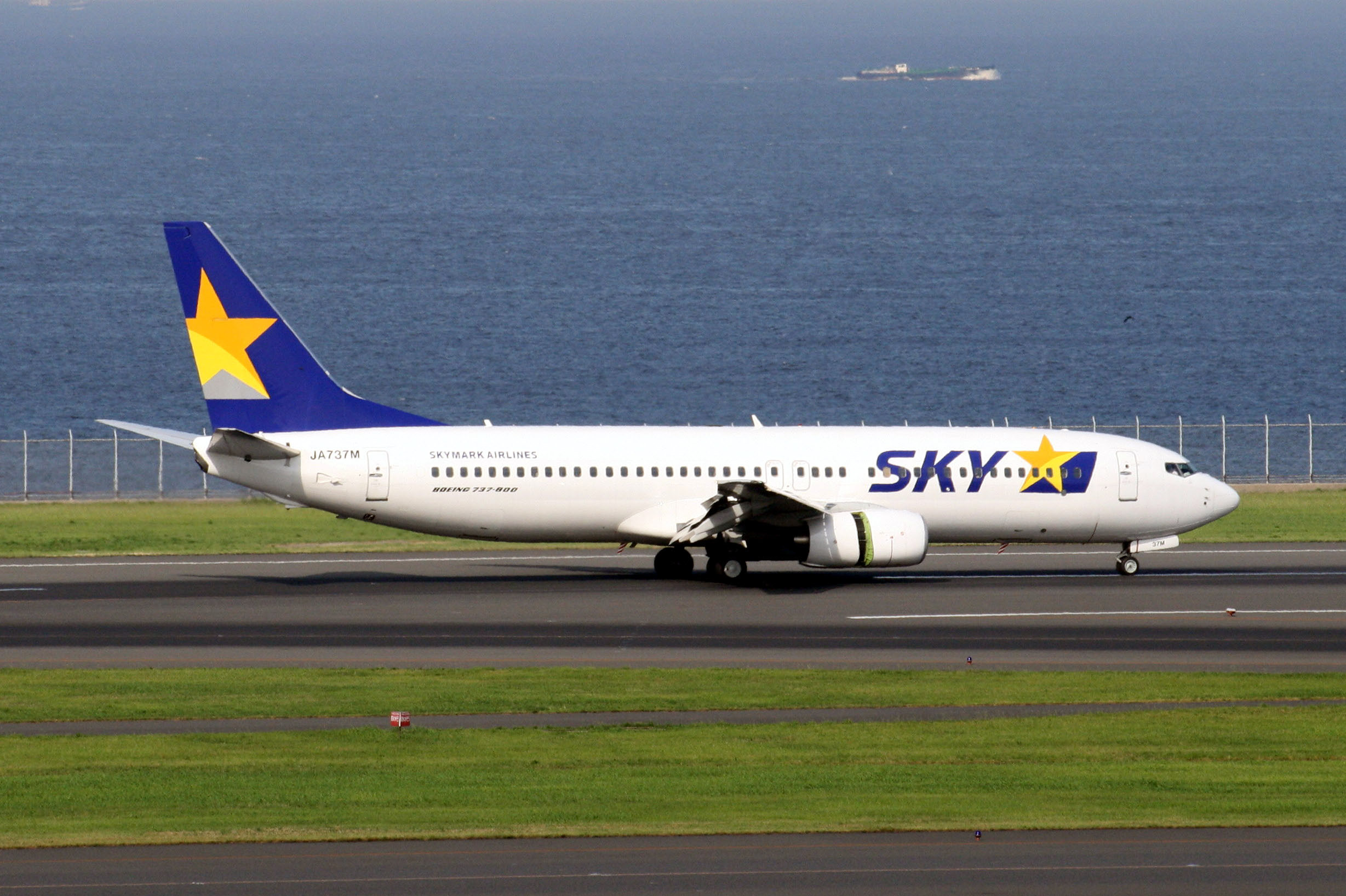
En Boeing 737-800 från Skymark Airlines.

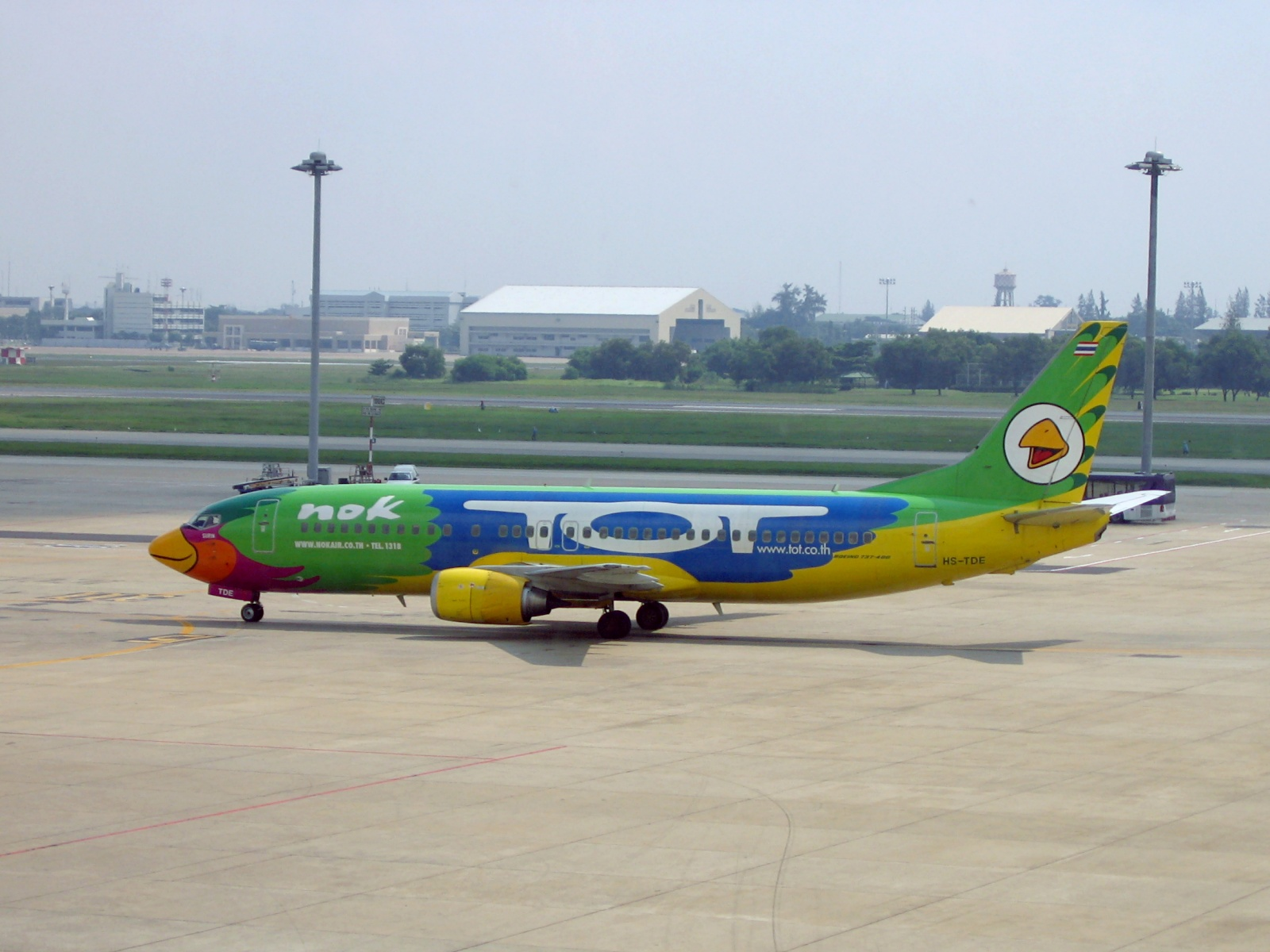
En Boeing 737-400 från Nok Air.

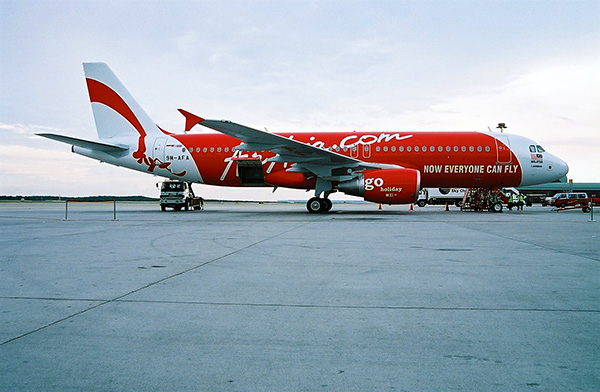
En Airbus A320 från AirAsia.

- Hokkaido International Airlines (Air Do)
- Skynet Asia Airways
- StarFlyer
- Air Next

 Sydkorea
- Eastar Jet
- Jeju Air
- Jin Air
- Air Busan

 Malaysia
- AirAsia
- AirAsia X
- Firefly
- Maswings

 Nepal
- Cosmic Air

 Pakistan
- Air Blue
- Shaheen Air

 Filippinerna
- Cebu Pacific
- Spirit of Manila Airlines
- Zest Airways
- Air Philippines
- PAL Express

 Singapore
- Jetstar Asia Airways
- Tiger Airways
- Valuair

 Thailand
- Nok Air
- One-Two-GO Airlines
- Thai AirAsia
- Bangkok Airways

 Vietnam
- Jetstar Pacific

## Europa

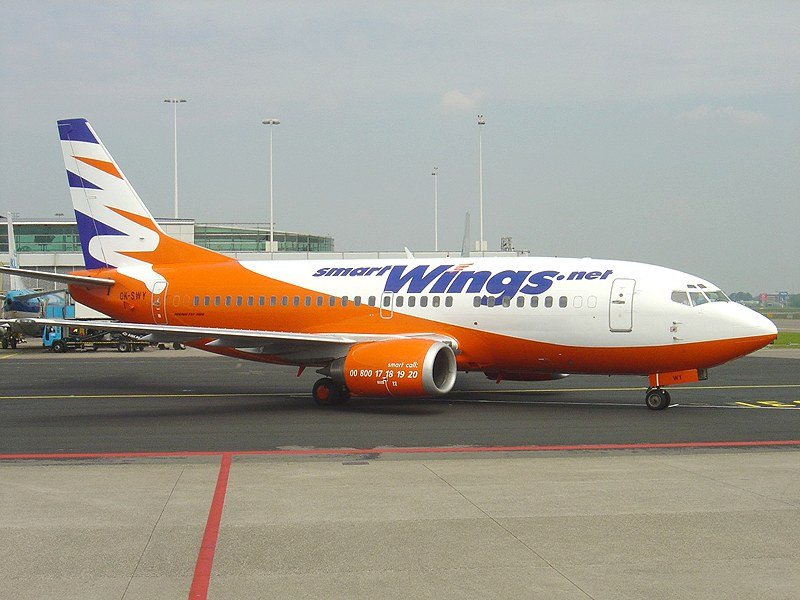
En Boeing 737-500 från Smart Wings.

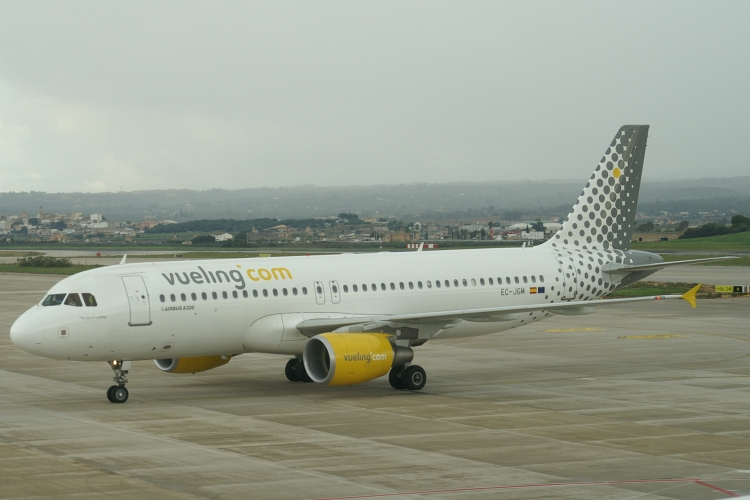
En Airbus A320 från Vueling Airlines.

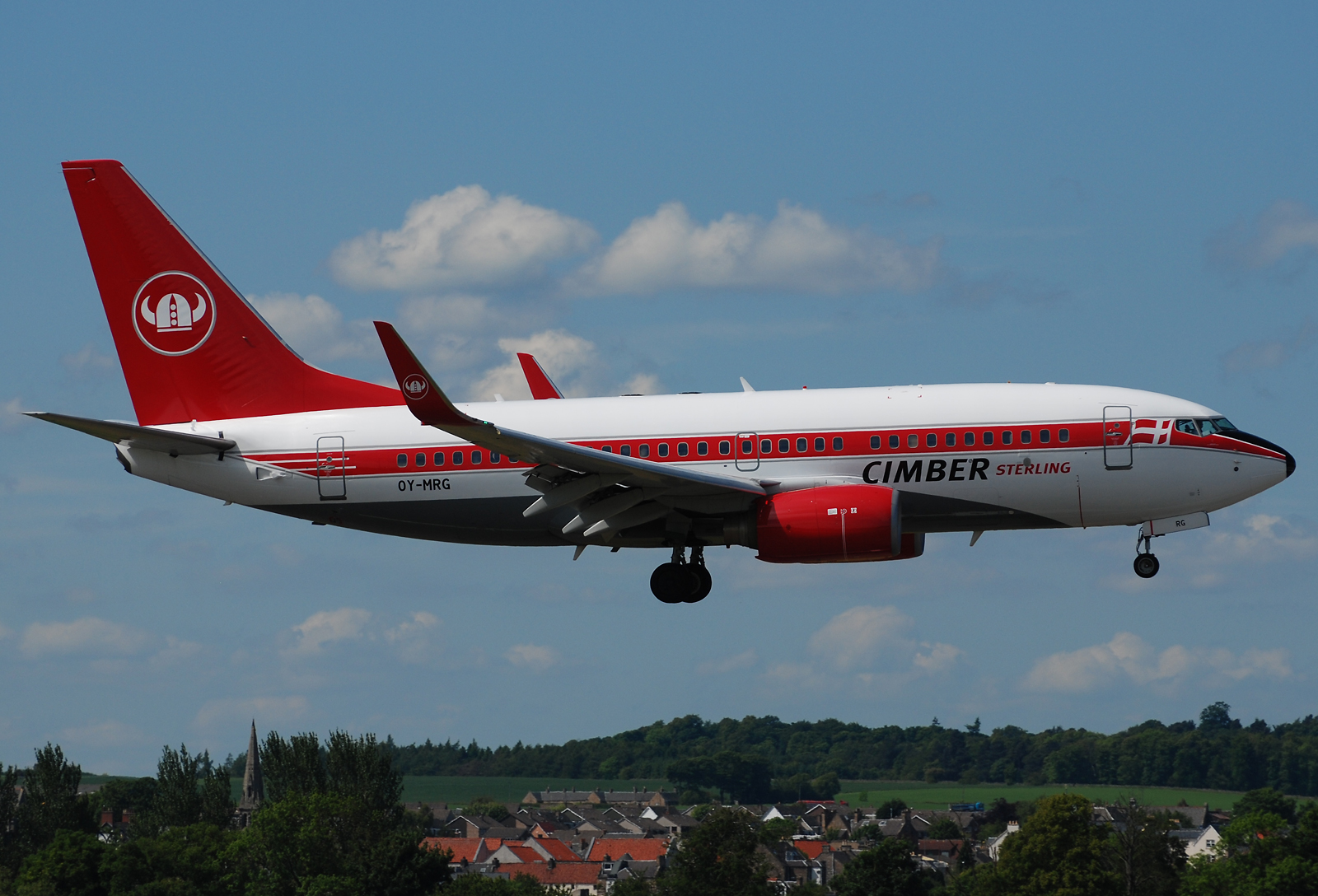
En Boeing 737-700 från Cimber Sterling.

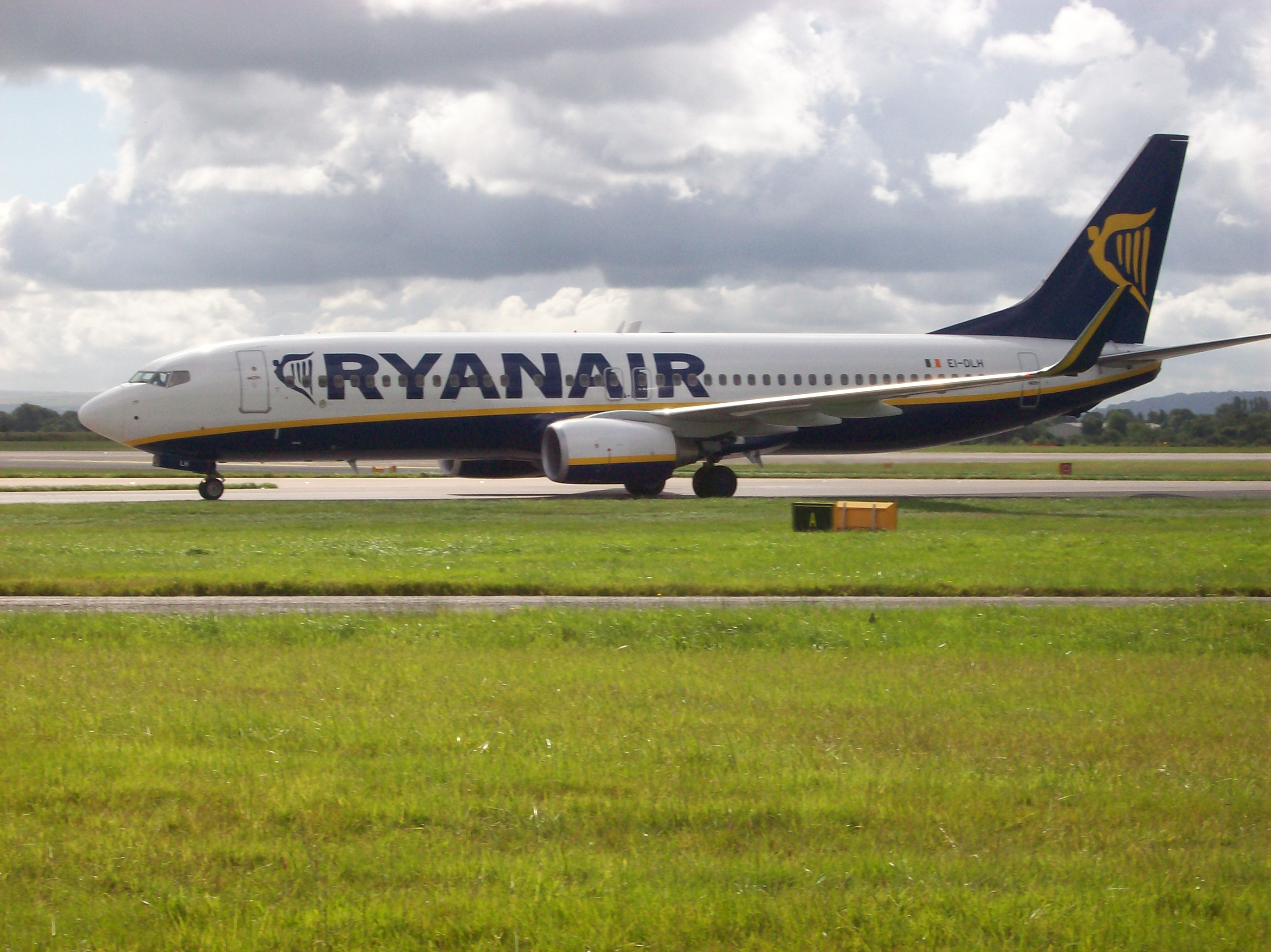
En Boeing 737-800 från Ryanair.

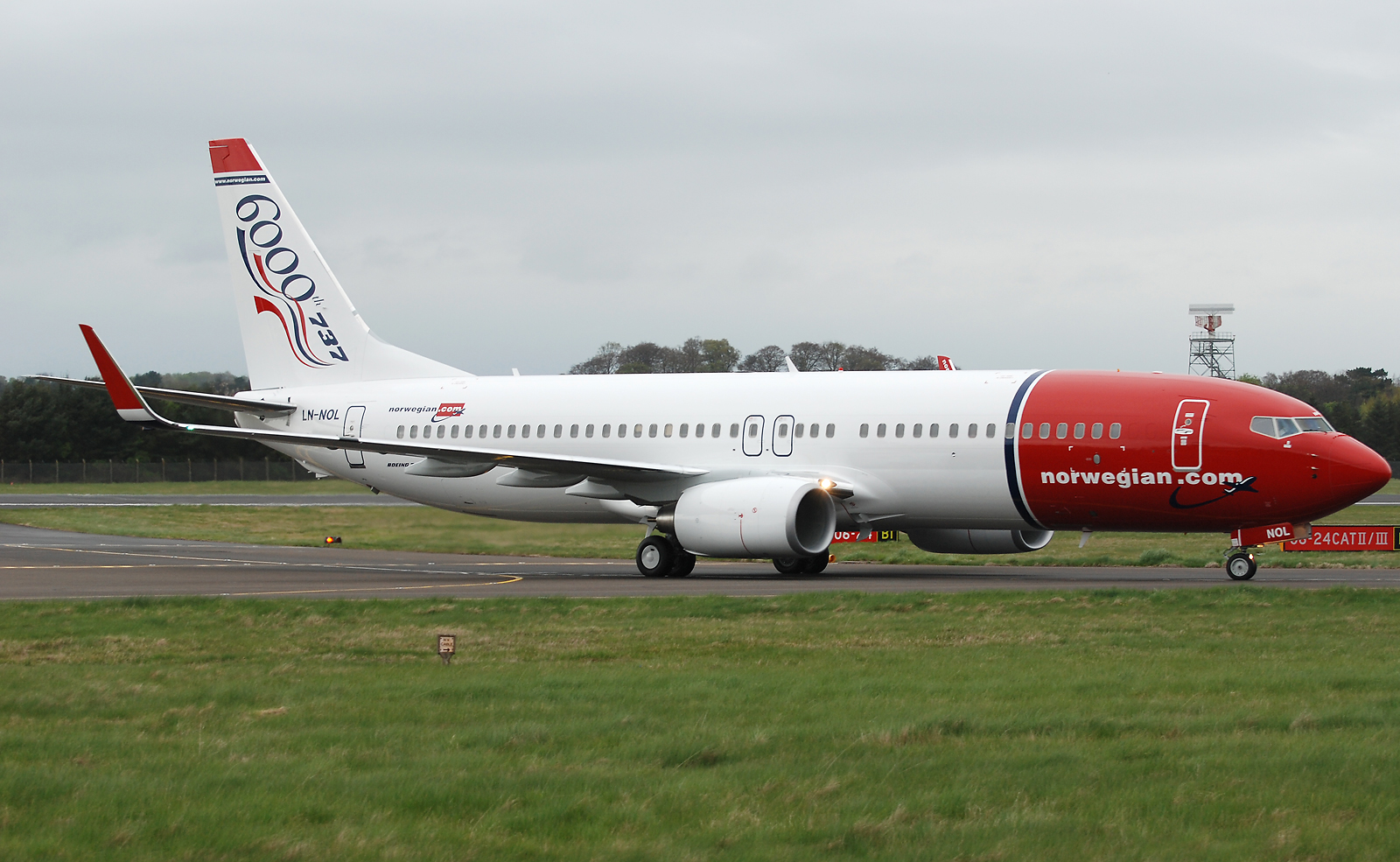
En Boeing 737-800 från Norwegian Air Shuttle.

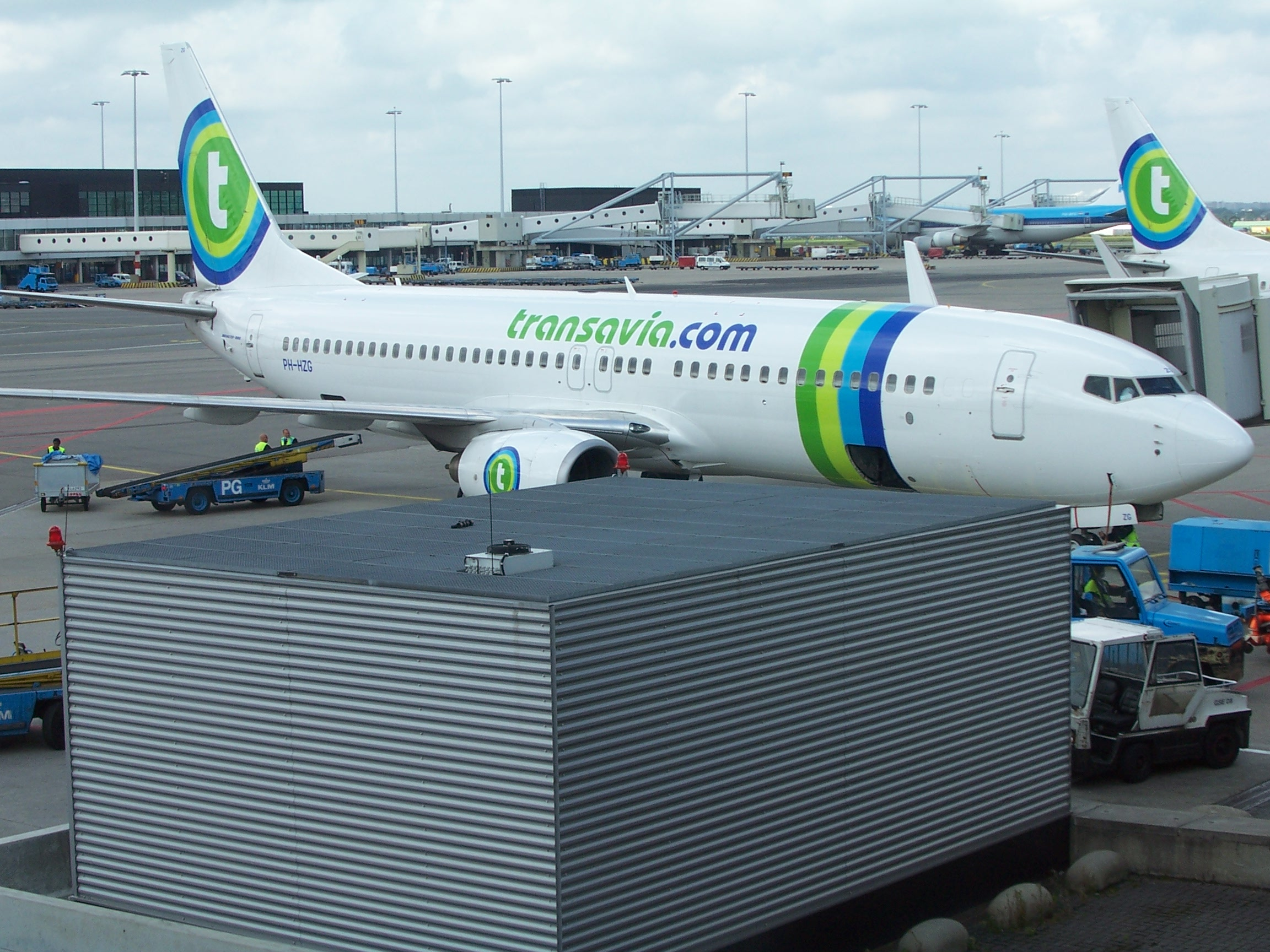
En Boeing 737-800 från Transavia.

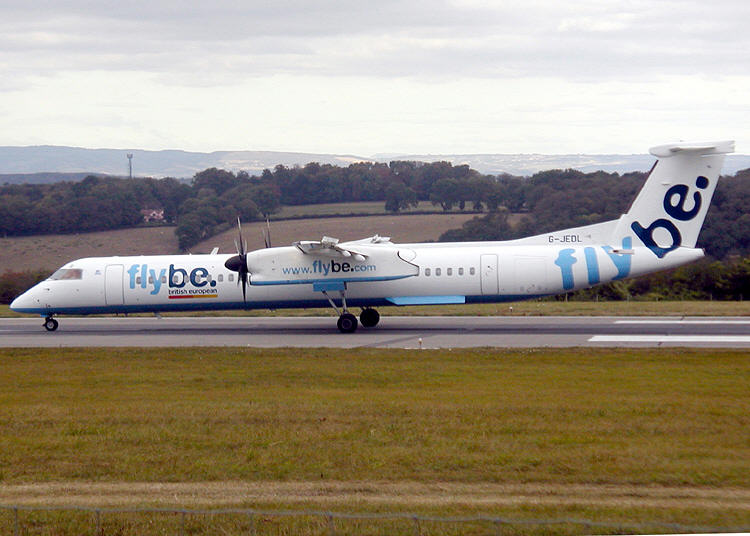
En Bombardier Dash Q-400 från Flybe.

Albanien
- Belle Air

 Österrike
- Niki
- InterSky

 Belgien
- Jetairfly

 Bulgarien
- Wizz Air Bulgaria

 Tjeckien
- Smart Wings

 Danmark
- Cimber Sterling

 Frankrike
- Aigle Azur

 Tyskland
- Air Berlin
- Germanwings
- TUIfly

 Ungern
- Wizz Air

 Island
- Iceland Express

 Irland
- Aer Lingus
- Ryanair

 Italien
- Blu-express
- Meridiana
- Windjet

 Nederländerna
- transavia.com

 Norge
- Norwegian Air Shuttle

 Rumänien
- Blue Air

 Ryssland
- SkyExpress
- Avianova

 Spanien
- Vueling Airlines

 Schweiz
- easyJet Switzerland

Sverige
- Sverigeflyg

 Turkiet
- Anadolujet
- Pegasus Airlines
- Atlasjet
- Onur Air
- Corendon

 Ukraina
- Wizz Air Ukraine

 Storbritannien
- bmibaby
- easyJet
- Flybe
- Jet2

## Mellanöstern

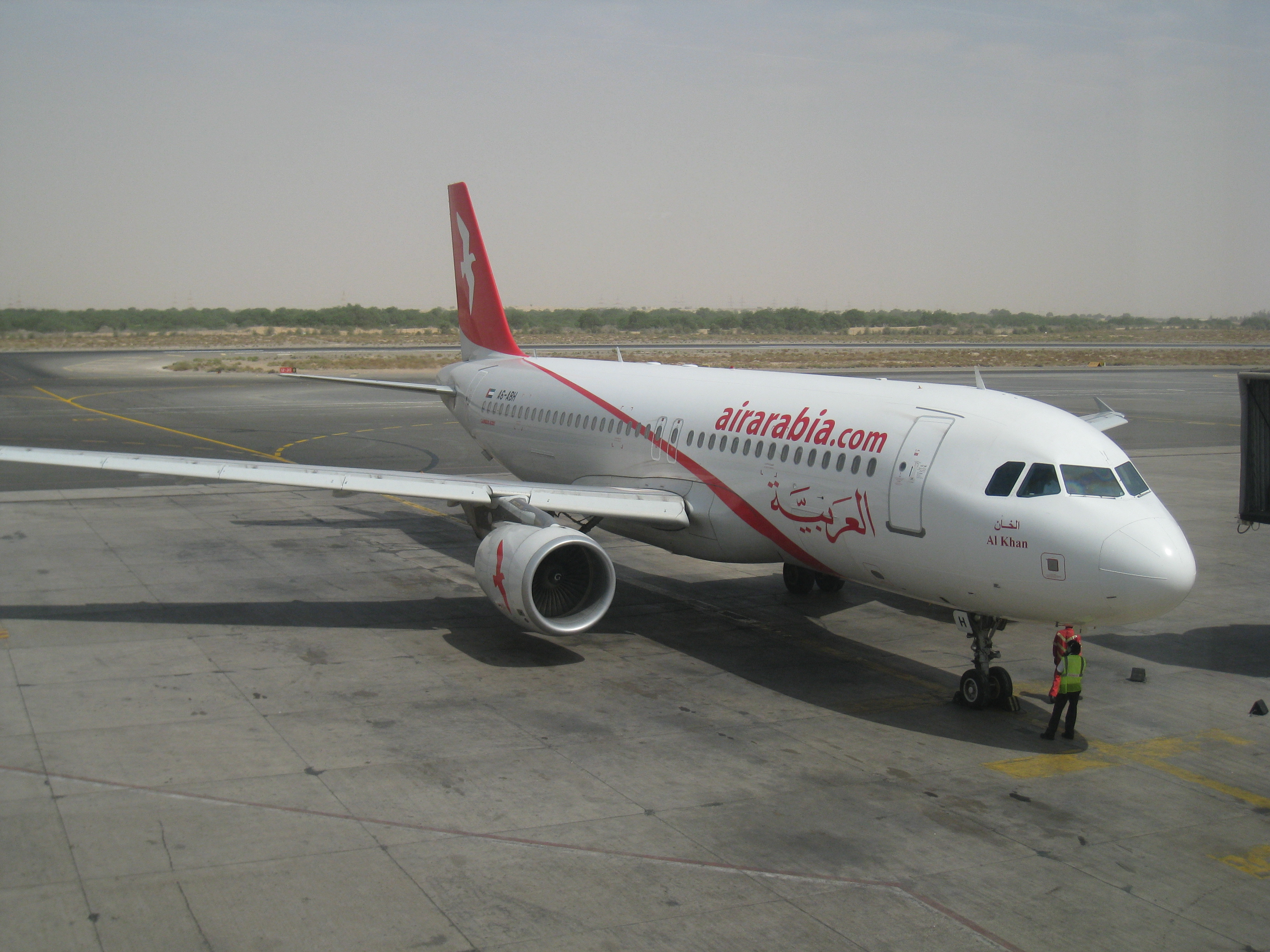
En Airbus A320 från Air Arabia.

Bahrain
- Bahrain Air

 Kuwait
- Jazeera Airways

 Libanon
- MenaJet

 Saudiarabien
- Sama Airlines
- Nas Air

 Förenade Arabemiraten
- Air Arabia
- Jupiter Airlines
- Flydubai

 Jemen
- Felix Airways

## Oceanien

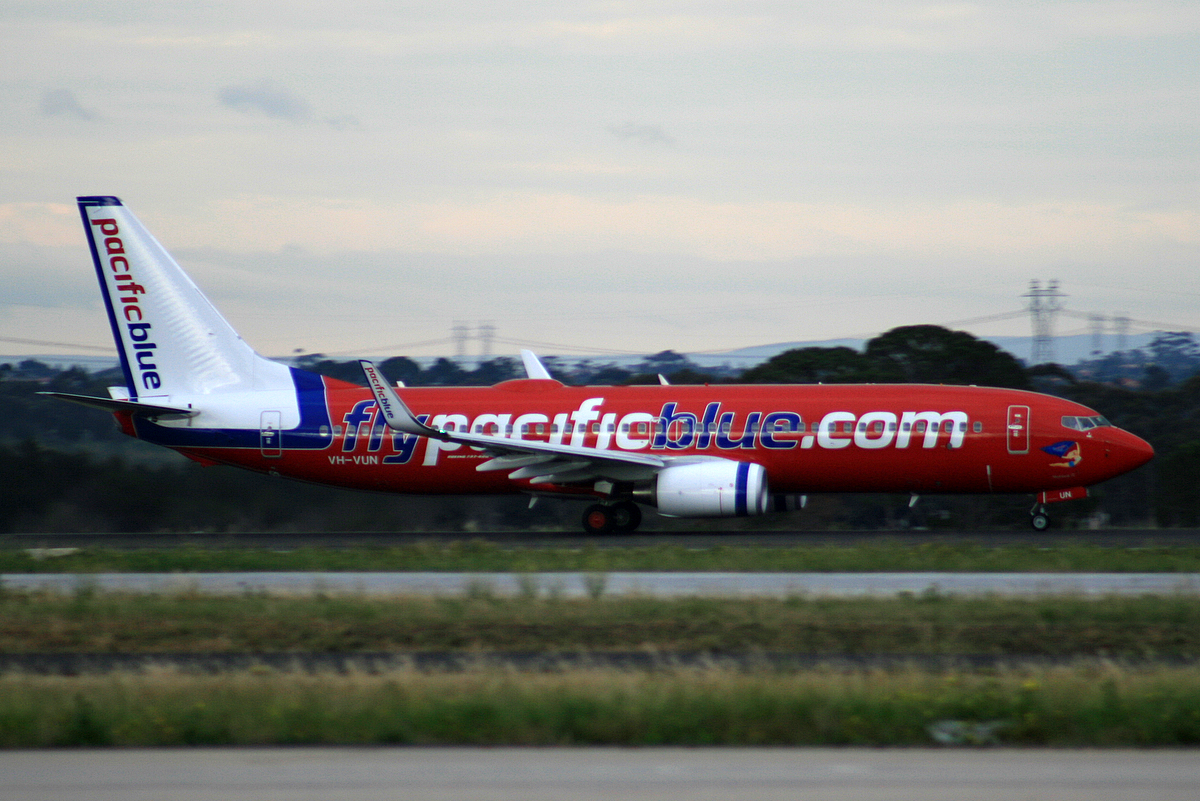
En Boeing 737-800 från Pacific Blue Airlines.

Australien
- Virgin Blue
- Jetstar Airways
- Tiger Airways Australia

 Nya Zeeland
- Pacific Blue Airlines

## Nedlagda lågprisbolag
Algeriet
- Antinea Airlines
- Ecoair International

 Argentina
- LAPA

 Australien
- Compass Airlines
- East-West Airlines
- Sungold Airlines

 Belgien
- Virgin Express

 Brasilien
- BRA

 Kanada
- Air Canada Tango
- Canada 3000
- Greyhound Air
- Harmony Airways
- Jetsgo
- Vistajet
- Wardair
- Zip
- Zoom Airlines

 Danmark
- Sterling Airlines

 Färöarna
- FaroeJet

 Finland
- Flying Finn

 Frankrike
- Air Turquoise
- Flywest

 Tyskland
- DBA

 Hongkong
- Oasis Hong Kong Airlines

 Irland
- JetGreen Airways
- Jet Magic

 Italien
- Air Service Plus
- Volare Airlines

 Sydkorea
- Hansung Airlines

 Mexiko
- AeroCalifornia
- Aladia
- Aviacsa
- Avolar
- Lineas Aéreas Azteca
- Saro
- TAESA

 Nederländerna
- V Bird

 Nya Zeeland
- Kiwi Travel International Airlines

 Nigeria
- Sosoliso Airlines

 Norge
- Color Air

 Polen
- Air Polonia
- Centralwings

 Serbien
- Centavia

 Slovakien
- Sky Europe

 Sverige
- Flyme
- FlyNordic
- Godjet

 Uruguay
- U Air

 Storbritannien
- Air Scotland
- Debonair
- Duo Airways

 USA
- Air South
- America West Airlines
- ATA Airlines
- Eastwind Airlines
- Hooters Air
- Independence Air
- Kiwi International Air Lines
- MetroJet
- Midway Airlines
- National Airlines
- Pacific Southwest Airlines
- Pan Am
- Pearl Air
- People Express
- Safe Air
- Skybus Airlines
- SkyValue
- Song
- Southeast Airlines
- Tower Air
- United Shuttle
- ValuJet
- Vanguard Airlines
- Western Pacific Airlines

 Vietnam
- IndoChina Airlines